# ألفرد بي. ثوم
ألفرد بي. ثوم هو محامي وسياسي أمريكي، ولد في 15 ديسمبر 1854، وتوفي في 1935.